# Thomas Herker
Thomas Herker (* 12. November 1978 in Pfaffenhofen a.d.Ilm) ist ein deutscher Kommunalpolitiker (SPD) und Erster Bürgermeister der Kreisstadt Pfaffenhofen.

## Werdegang
Herker besuchte die Volksschule in Pfaffenhofen und die Fachoberschule in Ingolstadt. Er absolvierte eine Ausbildung zum Kaufmann im Groß- und Außenhandel und war anschließend als Vertriebsassistent tätig, gefolgt von einem Betriebswirtschaftslehrestudium an der Fachhochschule Ingolstadt mit den Schwerpunkten Personal- und Organisationsmanagement sowie Unternehmensbesteuerung. Danach war er im Organisationsmanagement der BayWa in München angestellt.
Seit 1999 ist er Mitglied der SPD. Im Mai 2007 wurde er zum Vorsitzenden des SPD-Ortsvereins Pfaffenhofen gewählt. Bei der Bürgermeisterwahl im März 2008 setzte er sich in der Stichwahl gegen Amtsinhaber Hans Prechter (CSU) durch. Am 16. März 2014 wurde er mit rund 63 % der abgegebenen Stimmen im ersten Wahlgang für sechs weitere Jahre in seinem Amt bestätigt. Er ist der erste SPD-Bürgermeister in Pfaffenhofen seit dem Zweiten Weltkrieg. Bei der Kommunalwahl vom 15. März 2020 wurde er ein weiteres Mal mit 54,8 Prozent der Stimmen als Erster Bürgermeister von Pfaffenhofen im Amt bestätigt.
2011 wurde Thomas Herker als stimmberechtigtes Mitglied in den Landesvorstand der Bayerischen SPD gewählt, auf dem Landesparteitag 2013 wurde er in diesem Amt bestätigt. Seit 2014 ist er Vorstandsmitglied des Bayerischen Städtetags.